# Fiat 8V
Fiat 8V lub inaczej Fiat Otto Vu – samochód sportowy produkowany przez włoski koncern Fiat. Debiutował na wystawie Salon International de l'Auto w Genewie w 1952 roku.  Nazwa 8V została wprowadzona tuż przed samym pokazem. Początkowo auto miało oznaczenie V8, jednak w ten sam sposób oznaczał swoje auta Ford. 8V produkowany był do 1954 roku. Z taśmy montażowej zjechało zaledwie 114 takich aut w kilku odmiennych wersjach. 8V nie były sukcesem marketingowym, jednak szybko stały się autem kultowym włoskiej motoryzacji.
Wersja 8V Supersonic, która jest prawdopodobnie najdroższą wersją tego modelu będzie elementem licytacji domu aukcyjnego Sotheby na Florydzie. Wartość szacuje się na 1.900.000 euro.

## Dane techniczne

### Silnik
- V8 2,0 l (1996 cm³), 2 zawory na cylinder, OHV
- Układ zasilania: gaźnik
- Średnica cylindra × skok tłoka: 72,00 mm × 61,30 mm
- Stopień sprężania: 8,5:1
- Moc maksymalna: 117 KM (86 kW) przy 6000 obr./min
- Maksymalny moment obrotowy: 145 N•m przy 4600 obr./min

### Osiągi
- Przyspieszenie 0-80 km/h: 9,3 s
- Przyspieszenie 0-100 km/h: 12,6 s
- Przyspieszenie 0-160 km/h: 35,0 s
- Czas przejazdu pierwszych 400 m: 21,5 s
- Prędkość maksymalna: 192 km/h

## Galeria

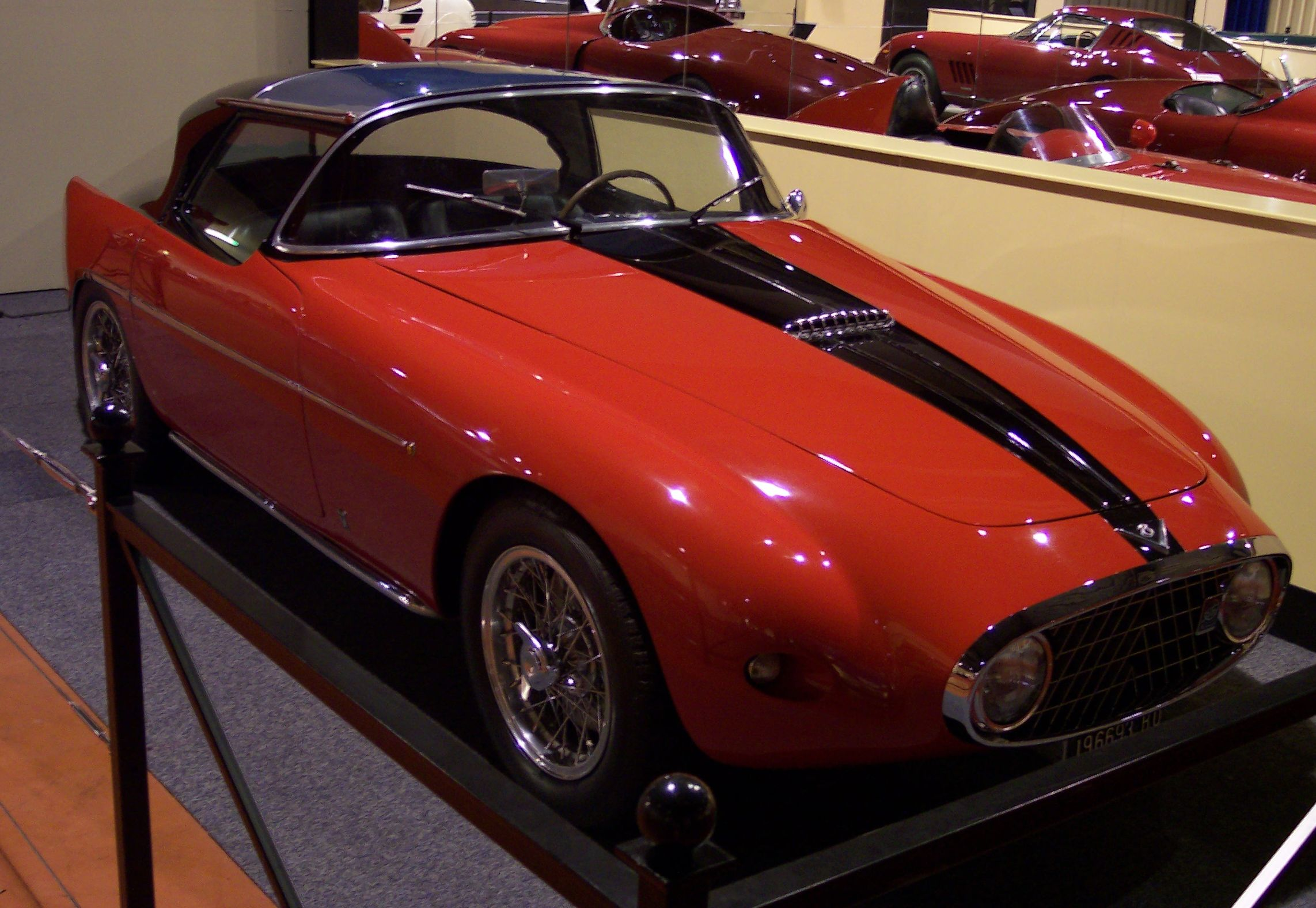
Fiat 8V Demon Rouge 1952
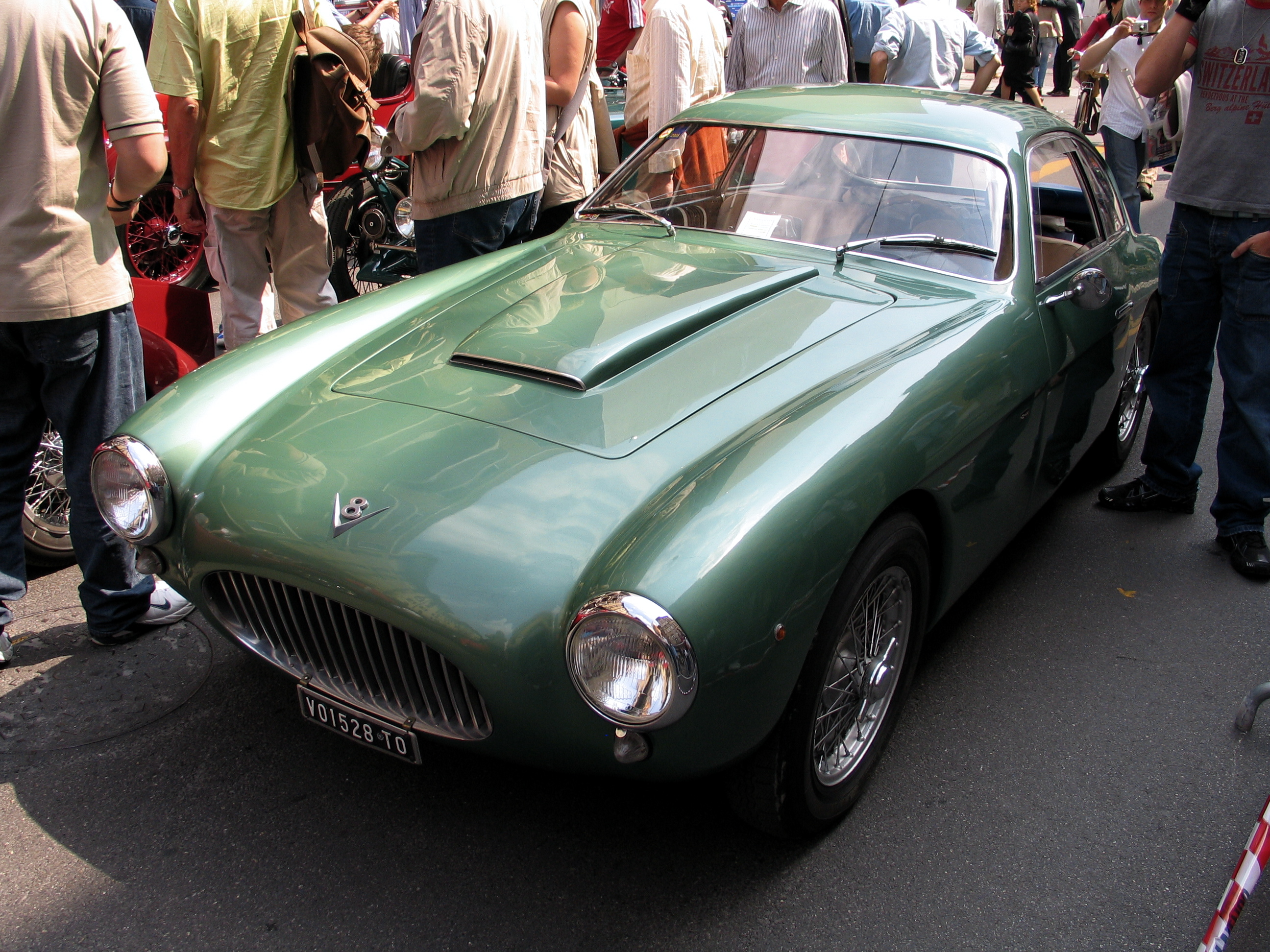
Fiat 8V Zagato
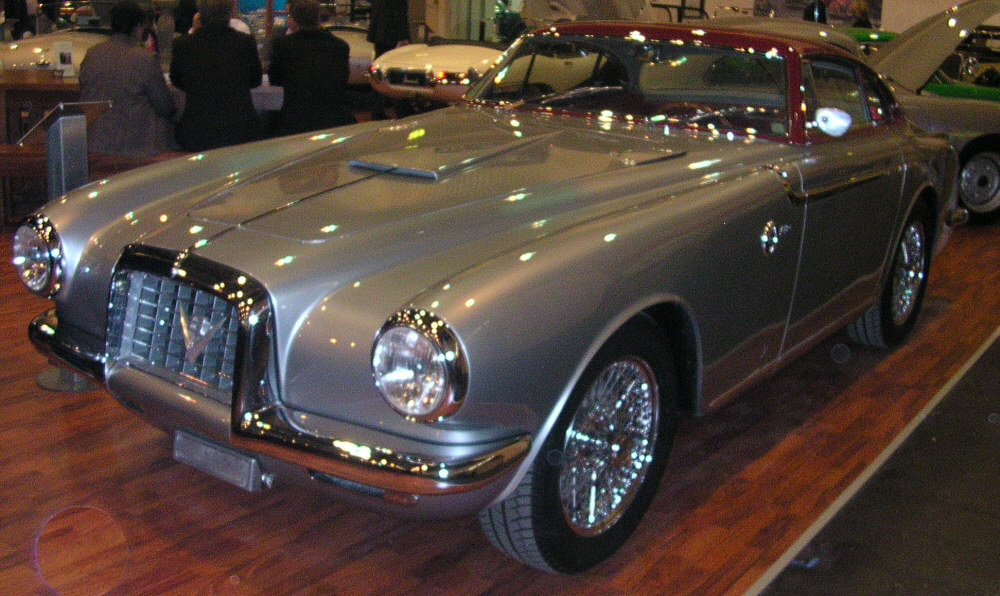
Fiat 8V Otto Vu Vignale Coupé (one off)